# Hans Theodor Schreus
Hans Theodor Schreus (* 10. September 1892 in Hückeswagen; † 27. Januar 1970 in Düsseldorf) war ein deutscher Dermatologe, Röntgenologe und Hochschullehrer, der von 1943 bis 1945 als Rektor der Medizinischen Akademie Düsseldorf amtierte.

## Leben

### Herkunft, Studium und Professur
Schreus war der Sohn des Sanitätsrates und Strahlentherapeuten Theodor Schreus (1861–1948), eines Mediziners, der in Krefeld als Chefarzt und Leiter einer Strahlenklinik wirkte. Nach der Reifeprüfung absolvierte Schreus ein Studium der Medizin an der Ruprecht-Karls-Universität Heidelberg, der Rheinischen Friedrich-Wilhelms-Universität Bonn, der Christian-Albrechts-Universität zu Kiel, der Ludwig-Maximilians-Universität München und der Friedrichs-Universität Halle. In Bonn wurde er 1919 zum Dr. med. promoviert. Danach war er kurzzeitig Assistenzarzt an der Frauenklinik in München und ab 1919 an der Universitätshautklinik in Bonn, wo er sich 1921 für Dermatologie, Syphilidologie und Röntgenologie habilitierte. Zwischenzeitlich hatte er sich noch in Berlin und Paris zwei Jahre dermatologisch fortgebildet. Von Bonn wechselte er 1925 an die Hautklinik Düsseldorf, wo er 1926 außerordentlicher Professor wurde.
Schreus wurde 1930 auf den Lehrstuhl für Dermatologie, Venerologie und Röntgenologie der Medizinischen Akademie Düsseldorf berufen, den er dreißig Jahre innehaben sollte. Zugleich wurde er Direktor der Hautklinik der städtischen Krankenanstalten. Seit Beginn der 1920er Jahre widmete er sich der Standardisierung der Strahlentherapie und physiologisch-chemischen Fragestellungen. Durch ihn wurde die Salvarsan-Sättigungsbehandlung eingeführt und ab 1942 die Chlorzink-Schnellätzung bei Basaliomen beforscht.

### Zeit des Nationalsozialismus und Zweiter Weltkrieg
Nach der „Machtergreifung“ trat Schreus Anfang Mai 1933 der NSDAP bei und wurde auch Mitglied des NS-Ärztebundes, des NS-Reichskriegerbundes und der Nationalsozialistischen Volkswohlfahrt. Er galt jedoch nicht als überzeugter Nationalsozialist. Neben seinen anderen Funktionen wurde er Beauftragter für die Lupusbekämpfung im Regierungsbezirk Düsseldorf. An seiner Klinik war von April 1938 bis November 1939 als Assistenzärztin Herta Oberheuser tätig, die von 1941 bis 1943 als Lagerärztin im KZ Ravensbrück tätig war. Dort beteiligte sie sich an Sulfonamidversuchen an weiblichen Häftlingen und soll auch Gesprächskontakte zum Sulfonamidspezialisten Schreus in dessen Klinik gehabt haben, über deren Inhalte jedoch nichts bekannt ist. Während des Zweiten Weltkrieges war er im Rang eines Oberstabsarztes beratender Dermatologe der Luftwaffe. Von April 1943 bis 1945 war er Rektor der Medizinischen Akademie Düsseldorf. Scholz et al. merken an, dass Schreus mit Josef Vonkennel und Heinrich Gottron das „wissenschaftliche Spitzentrio der deutschen Dermatologie in der Zeit des Nationalsozialismus“ bildete.

### Nachkriegszeit
Nach Kriegsende wurde Schreus im Oktober 1945 auf Anordnung der britischen Militäradministration von seinem Direktorenposten und aus dem Hochschulamt suspendiert. Trotz vieler entlastender Zeugenaussagen verzögerte sich seine Entnazifizierung und er konnte daher erst im November 1948 auf seinen Lehrstuhl zurückkehren und das Direktorenamt wieder aufnehmen. Schreus machte sich um den Wiederaufbau der Dermatologie in Deutschland verdient – insbesondere aufgrund der Weiterentwicklung der Strahlentherapie und Forschungen zur operativen Dermatologie, die praxisbezogene Erfindungen nach sich zogen. Auf ihn gehen die Entwicklung des Derpopan-Bestrahlungsgerätes und die Einführung der hochtourigen Schleifbehandlung zurück. Er war Mitbegründer der „Gesellschaft für ästhetische Medizin“. Schreus wurde 1960 emeritiert.

## Auszeichnungen
- Mitglied der Deutschen Akademie der Naturforscher Leopoldina, Sektion Dermatologie (1936).[7]
- Röntgen-Plakette (1952)[8]
- Großes Bundesverdienstkreuz (1960/61)[3][9]

## Schriften (Auswahl)
- Die Dosierung mit dem Fürstenauschen Intensimeter : Nebst Beiträgen zur Kenntnis der Konstanz der heutigen Röntgenröhren, Gräfe & Sillem, Hamburg 1919 (Aus: Fortschritte auf d. Gebiete d. Röntgenstrahlen. Bd. 27, zugleich Dissertation an der Universität Bonn)
- Die Grundlagen der Dosimetrie der Röntgenstrahlen, Habilitationsschrift 1921
- Röntgenbehandlung in der Dermatologie, Zorohen, Bonn 1922
- Strahlenbehandlung der Karzinome: 1, Gebr. Tönnes, Düsseldorf 1929
- Schleifen und Fräsen der Haut, Hüthig, Heidelberg 1956
- Ärztliche Kosmetik : Überblick über d. aesthetische Medizin nach Vorträgen b. Düsseldorfer Symposion 1955 / Verhandlungsbericht, red. von H. T. Schreus, Hüthig, Heidelberg 1956
- Salvarsan – Rückblick und Ausblick. In: Dermatologische Wochenschrift. Band 138, 1958, S. 1353–1359
- W. C. Röntgen – Entdecker neuer Strahlen : Ein krit. Essay, Verl. Zentralblatt f. Sozialversicherung, Sozialhilfe u. Versorgung, Düsseldorf 1964 (Sozialpolitik, Sozialrecht, Sozialmedizin: 2)